# Hôtel de Ségur
L’hôtel de Ségur ou hôtel de Courtonne est un ancien hôtel particulier, situé au no 22, place Vendôme, dans le 1er arrondissement de Paris.
Initialement propriété du financier John Law de Lauriston, il appartient successivement à de nombreuses personnalités comme la marquise de Parabère ou les familles de Ségur et Rothschild.
L'hôtel est aujourd'hui la propriété, comme l'hôtel Boffrand, voisin, du groupe Richemont, à la tête, entre autres, du joaillier Van Cleef & Arpels.

## Situation
Situé au nord-est, dans un des pans coupés de la place, il est mitoyen de l'hôtel de Parabère au no 20, et de l'hôtel Boffrand au no 24.

## Historique

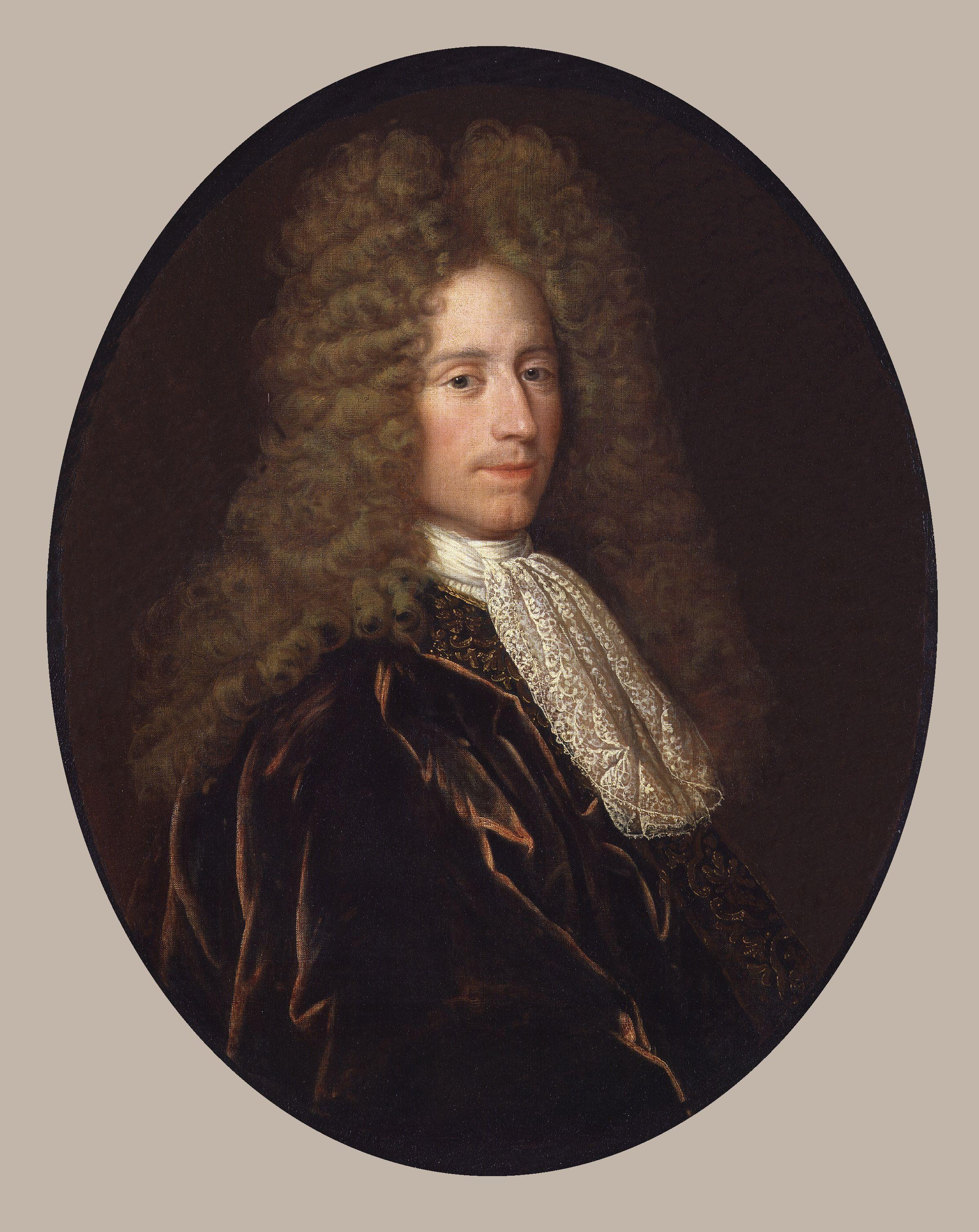
John Law de Lauriston.

En 1705, la parcelle est acquise par le financier Alexandre Lhuillier, puis revendue en 1718, par sa fille, Marie de La Vieuville, au financier, John Law de Lauriston, qui y fait construire l'hôtel par Jacques V Gabriel. Celui-ci, achevé en 1720, est vendu à la marquise de Parabère, maîtresse du Régent, qui en fait sa résidence. 
En 1732, la marquise s'en sépare en faveur de Nicolas-Alexandre de Ségur, président à mortier au Parlement de Bordeaux, qui en fait sa résidence parisienne jusqu'à son décès, survenu en 1755. Deux ans plus tard, ses quatre filles cèdent l'hôtel au fermier général Léonard du Cluzel (1680-1765).
En 1766, son fils, François Pierre du Cluzel, le revend à Antoine Bourboulon, avocat au Parlement de Paris. En 1767, il est loué à la Caisse d'escompte et administré par Bertrand Dufresne, puis passe au fermier général Jean-Baptiste Magon de La Balue, la même année. En 1795, ses descendants le vendent au général-comte Pierre-Augustin Hulin, commandant des grenadiers de la Garde impériale.
Au début du XIXe siècle, il appartient à la famille Delfau de Pontalba, et est notamment loué au financier Isaac Pereire, au prince de Capone, et au baron de Gargan, ainsi qu'à la ville de Paris, et à l'État-major de la Garde impériale sous le Second Empire. Durant le siège de Paris,  l'état-major de la Garde nationale s'y installe. 
De 1872 à 1874, à la suite de la destruction de l'hôtel de Salm, pendant la Commune de Paris, l'hôtel est loué à la Grande Chancellerie de la Légion d'honneur.
En 1906, le joaillier Van Cleef & Arpels s'y installe.
Après la Seconde Guerre mondiale, les boiseries du salon dit « Boffrand », exécutées par les menuisiers Taupin, Le Goupil et Desgoulons entre 1720 et 1723, sont remontées dans l'hôtel de Masseran, à la demande du baron Élie de Rothschild.
L'hôtel Boffrand, voisin, et celui-ci, bien que non-communicants, font aujourd'hui partie de la même parcelle.

## Protection
L'hôtel est inscrit partiellement aux monuments historiques pour ses façades, par arrêté du 6 mai 1927.